# Panayota Antonopulu
Panayota Antonopulu –en griego, Παναγιώτα Αντωνοπούλου– (1967) es una deportista griega que compitió en halterofilia.
Ganó cuatro medallas en el Campeonato Mundial de Halterofilia entre los años 1993 y 1996, y seis medallas en el Campeonato Europeo de Halterofilia entre los años 1991 y 1996.

## Palmarés internacional
| Campeonato Mundial | Campeonato Mundial      | Campeonato Mundial | Campeonato Mundial |
| Año                | Lugar                   | Medalla            | Categoría          |
| ------------------ | ----------------------- | ------------------ | ------------------ |
| 1993               | Melbourne (Australia)   | Medalla de plata   | 83 kg              |
| 1994               | Estambul (Turquía)      | Medalla de oro     | 76 kg              |
| 1995               | Cantón (China)          | Medalla de bronce  | 83 kg              |
| 1996               | Varsovia (Polonia)      | Medalla de bronce  | 76 kg              |
| Campeonato Europeo |                         |                    |                    |
| Año                | Lugar                   | Medalla            | Categoría          |
| 1991               | Varna (Bulgaria)        | Medalla de plata   | 75 kg              |
| 1992               | Loures (Portugal)       | Medalla de oro     | 75 kg              |
| 1993               | Valencia (España)       | Medalla de plata   | 76 kg              |
| 1994               | Roma (Italia)           | Medalla de plata   | 83 kg              |
| 1995               | Beer Sheva (Israel)     | Medalla de bronce  | 76 kg              |
| 1996               | Praga (República Checa) | Medalla de bronce  | 76 kg              |